# Curti-Haus

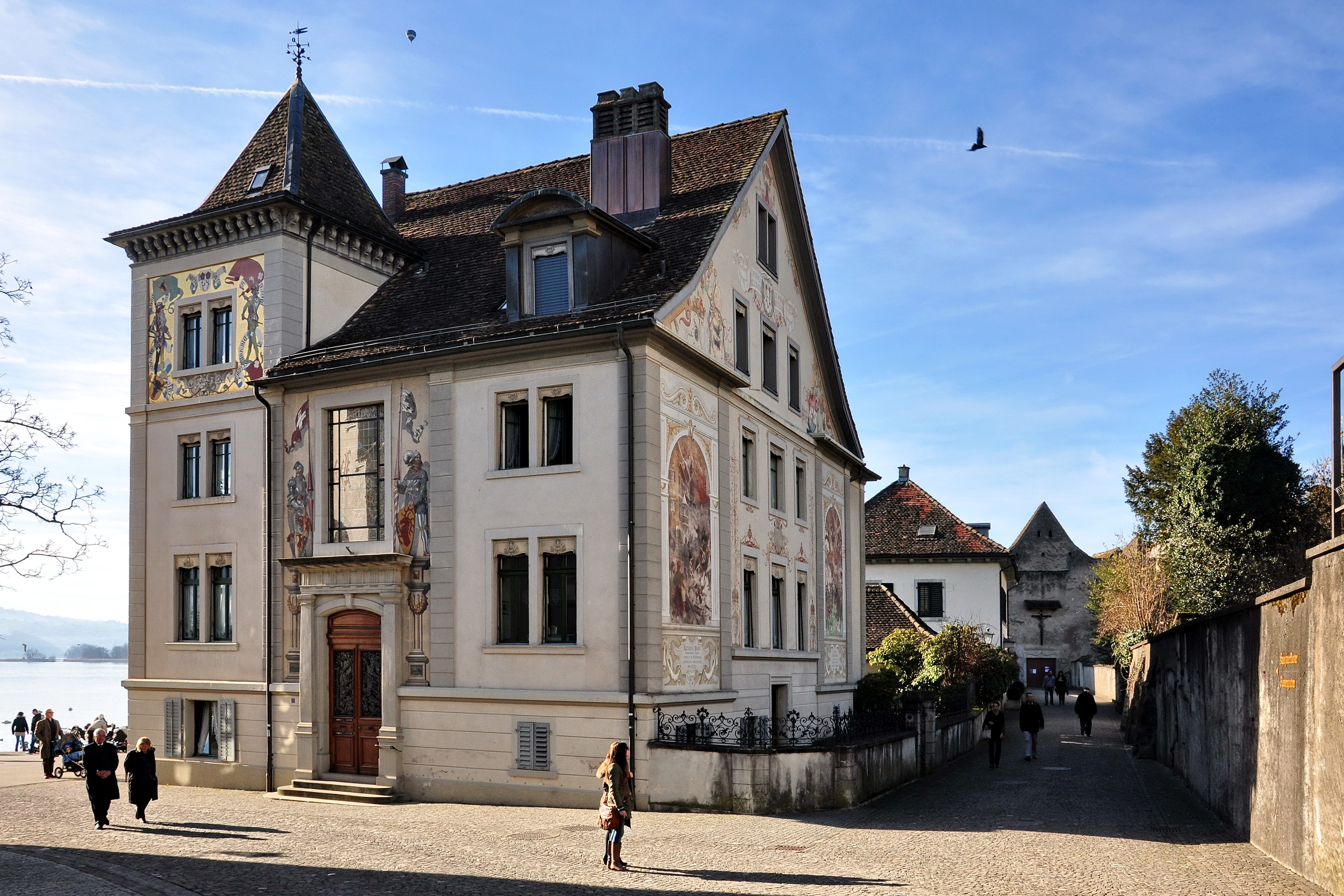
Ansicht vom Haus Schlossberg

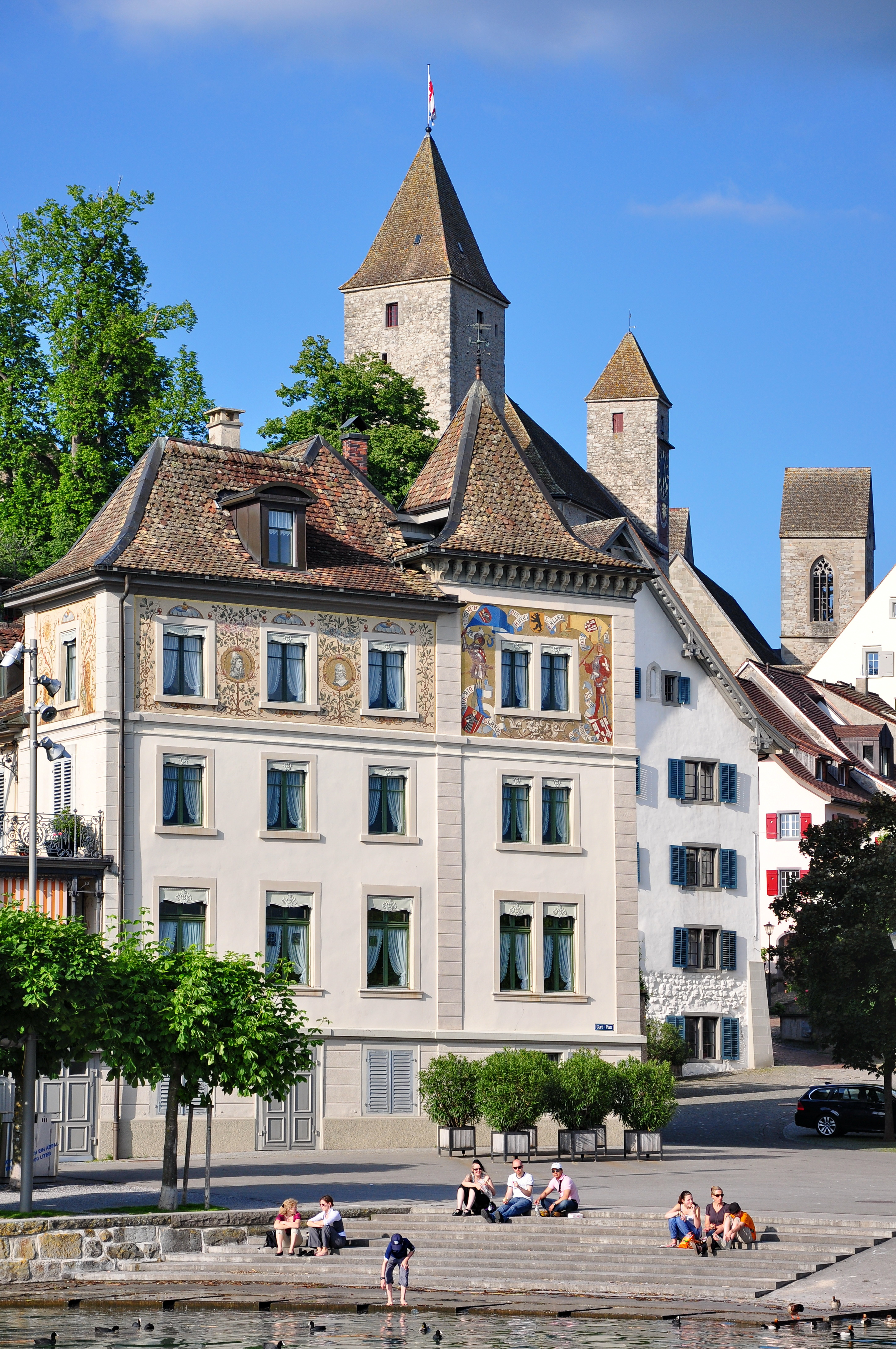

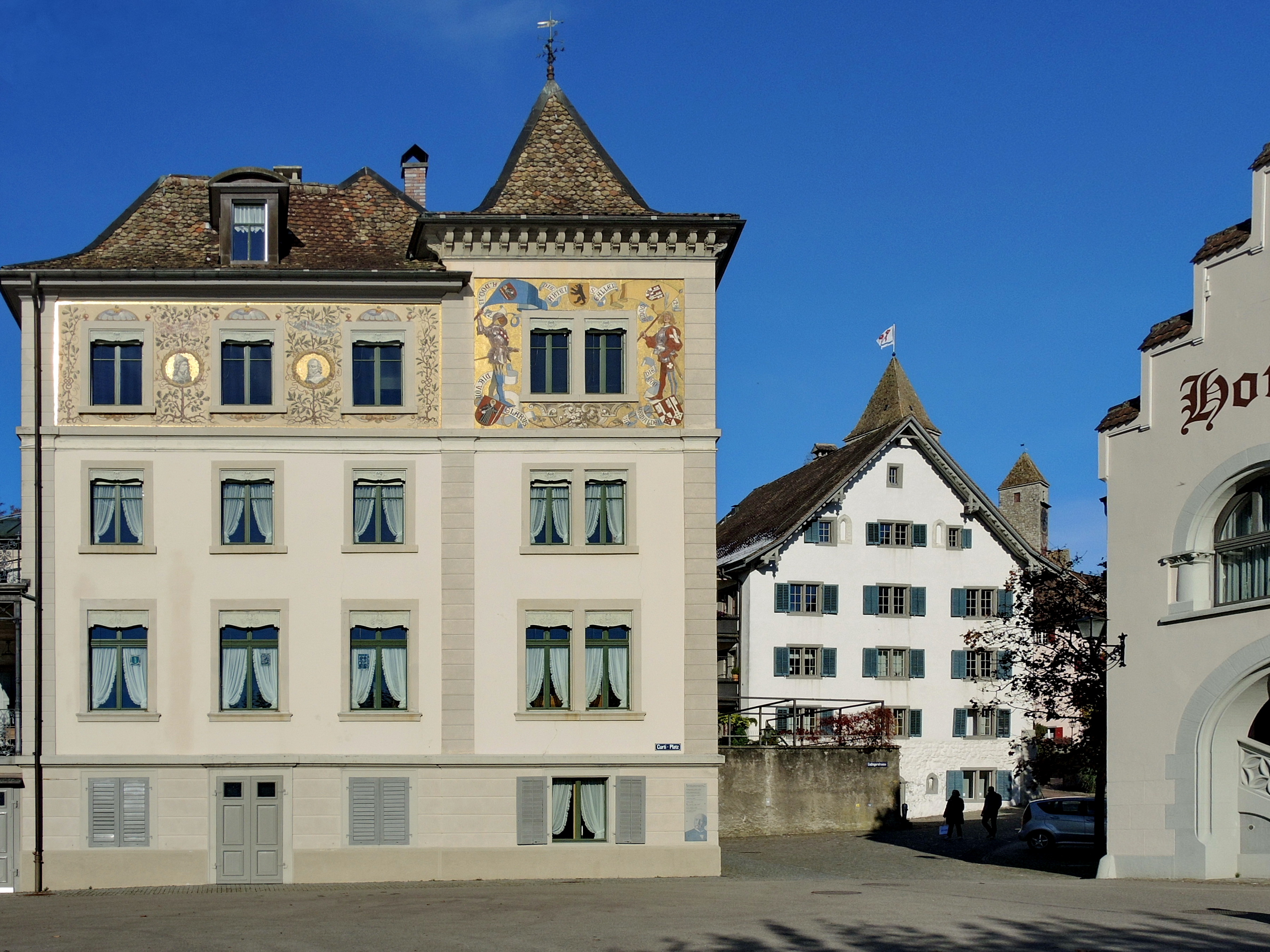
Ansicht vom Hafengelände auf das Curti-Haus, das Haus Schlossberg und das Hotel Schwanen

Das Curti-Haus ist ein Bürgerhaus beim Curtiplatz am westlichen Ende der historischen Altstadt von Rapperswil, einem Ortsteil der Schweizer Gemeinde Rapperswil-Jona im Kanton St. Gallen.

## Baugeschichte
Das Curti-Haus, das in seinem Kern ins 16. Jahrhundert zurückreicht, bildet die Nahtstelle zwischen der bis in die 1830er-Jahre bestehenden Stadtbefestigung im Westen der Altstadt, dem Klosterbezirk und den Anlagen im Hafenbereich am Zürichsee. Im Jahr 1665 erhielt der aus Mailand stammende Seidenhändler Giacomo Maria Curti das Bürgerrecht der Stadt Rapperswil und erwarb die Liegenschaft Fischmarktplatz 9, die heutige Bahnhofapotheke. 1768 ging das Haus Schlossberg vom Seidenhändler Anton Brentona an die Familie Curti über. Eines der ältesten Fotos von Rapperswil zeigt das im Jahr 1889 an Baron Maximilian Scherer von Castell, einem Textilkaufmann aus St. Gallen, verkaufte Bauwerk.
1919 erwarb die Familie Curti auch die angrenzende Liegenschaft des Schlossbergs, weshalb das Gebäude üblicherweise Unteres Curti-Haus und das benachbarte Haus Schlossberg Oberes Curti-Haus genannt wird.

## Architektur
Scherer von Castell liess die Liegenschaft umbauen und die Fassade im Jahr 1894 mit Mosaiken und Historienmalereien verzieren, die von der Gestaltungsfreude des Fin de siècle zeugen. Die nordöstliche Seite des Gebäudes ist mit zwei Motiven zur Geschichte der Stadt Rapperswil geschmückt: Das linke zeigt die Zerstörung von Rapperswil im Jahr 1350, das rechte Wandbild stellt den Beitritt Rapperswils zur Eidgenossenschaft dar. Die Südwestseite zeigt unter anderem Porträts prominenter Bürger von Rapperswil, Johann Peter Dietrich und Otto von Rambach, und über dem Eingangsportal ist ein Porträt von Felix Maria Diogg abgebildet. Die Wandmalereien stammen von dem deutschen Maler Gustav Adolf Closs (1864–1938). 

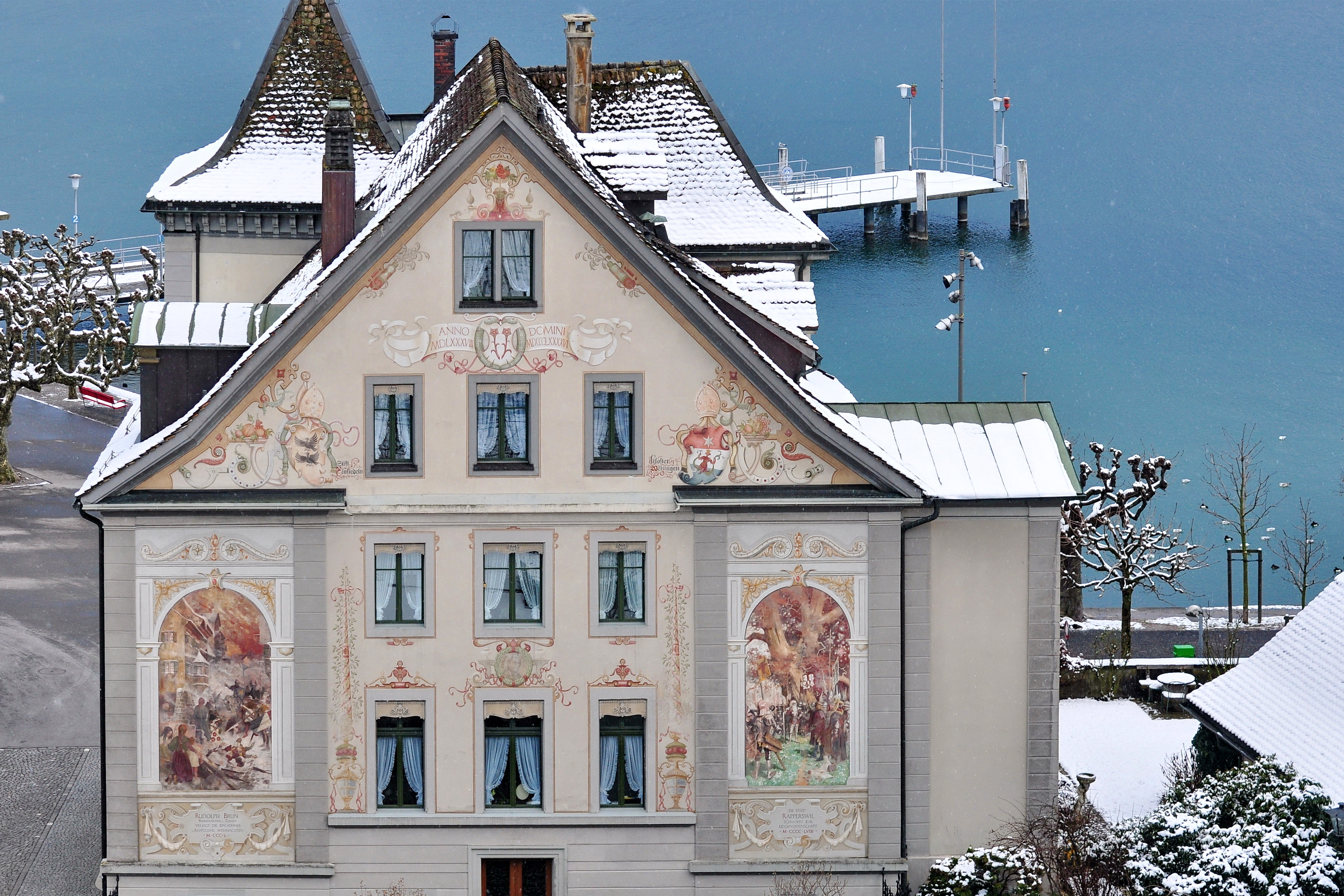
Ansicht vom Schlosshügel (Nordwest)
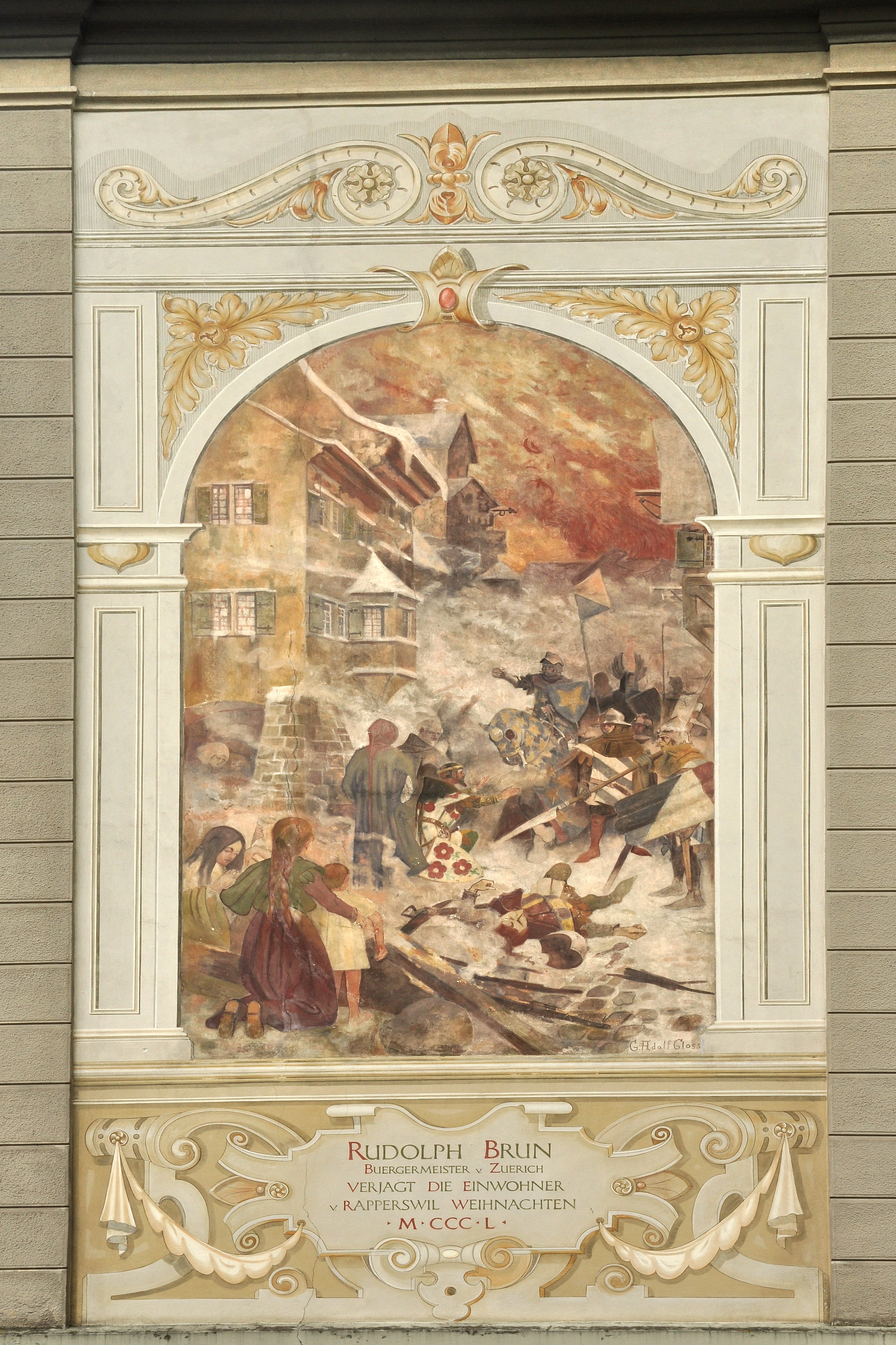
Zerstörung von Rapperswil
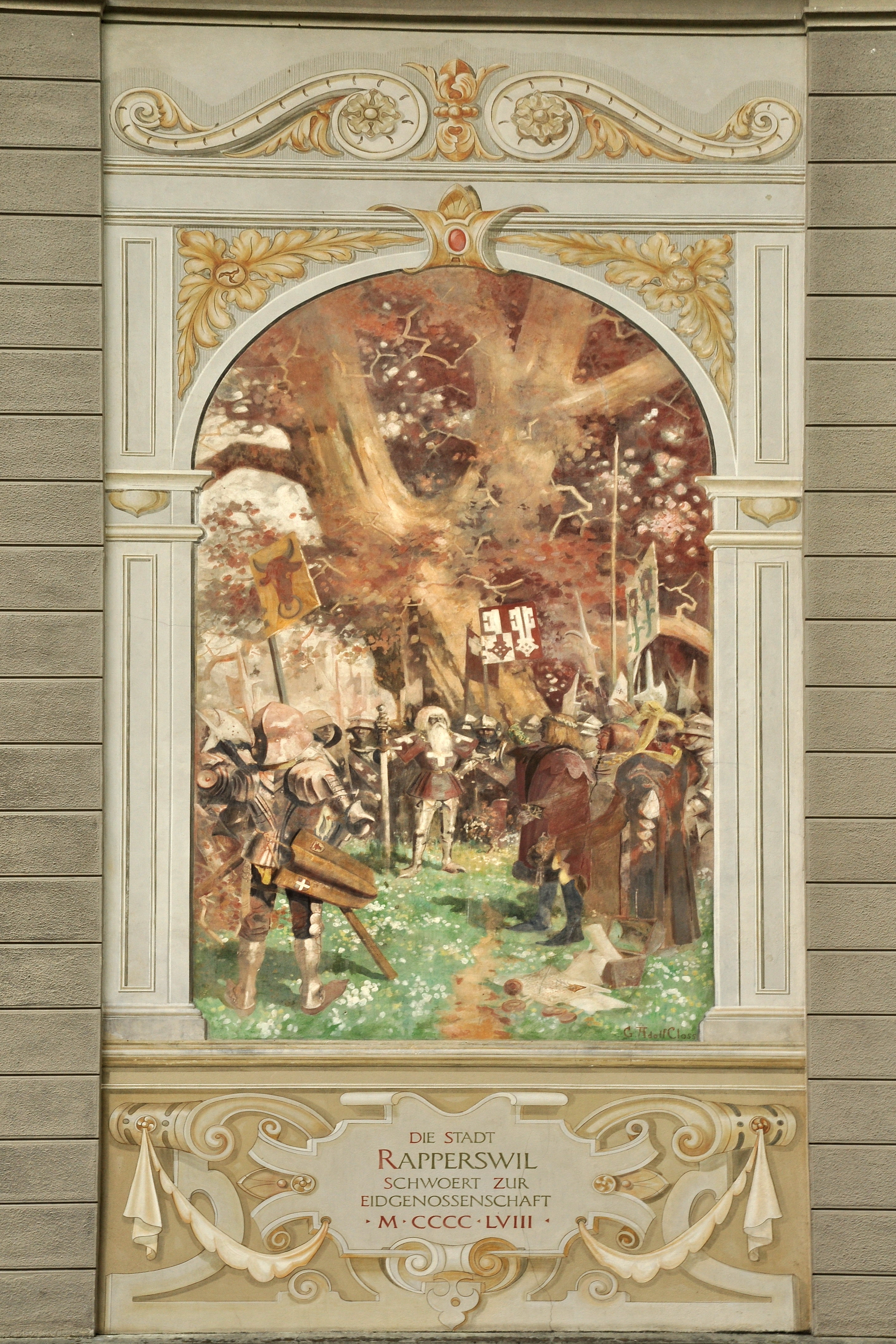
Schwureid der Rapperswiler Bürger gegenüber der Eidgenossenschaft
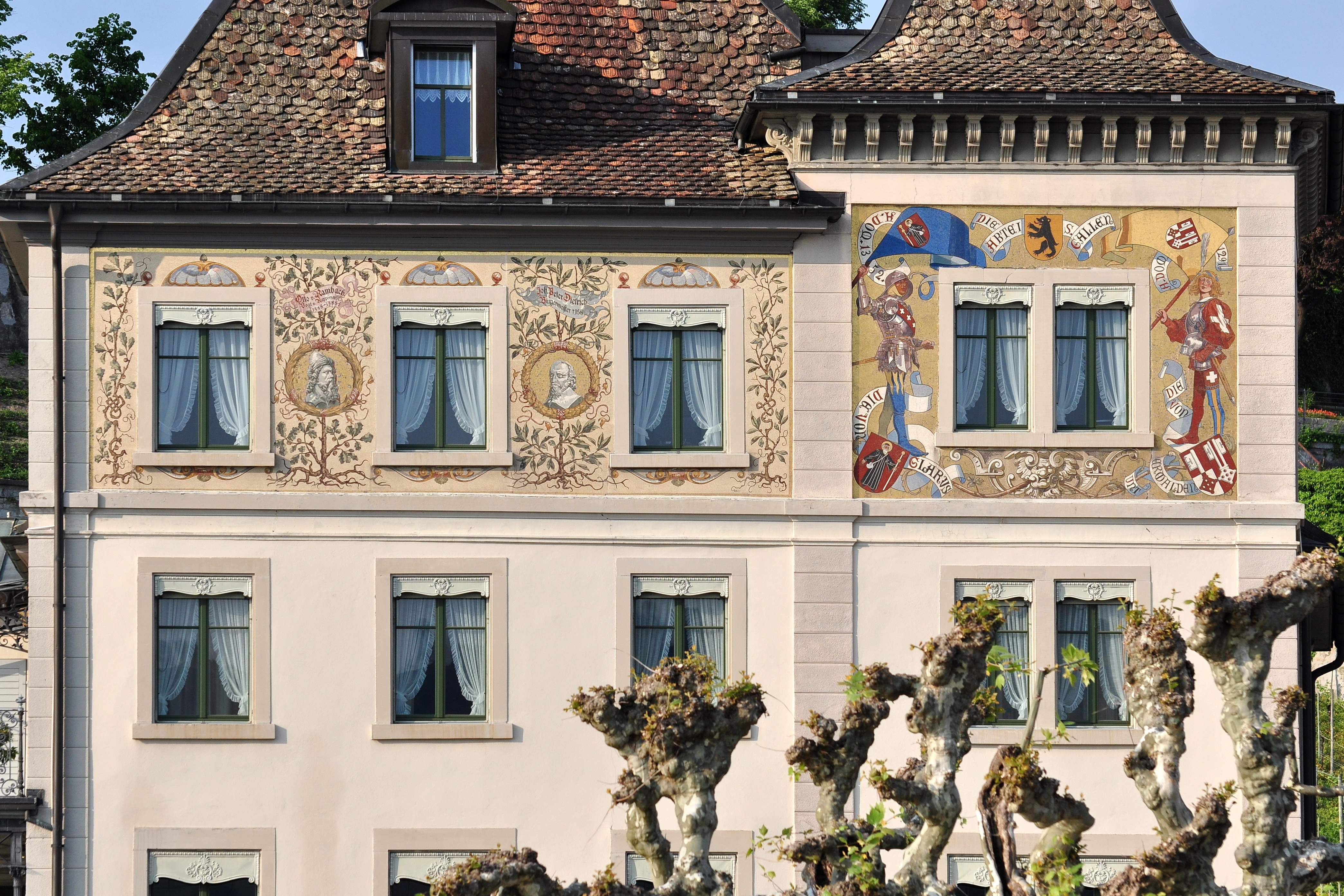
Südwestfassade